# 方位角
方位角（ほういかく、英語: azimuth）とは、方位（方向の水平成分）の数値表現であり、基準となる方位との間の角度のことを言う。
航空分野においては、機首の方向や進行方向を示す際に用いられる。
水平座標系や天測航法、また衛星通信用地上アンテナの光軸方向を示す場合には、水平方向の方位角と、垂直方向の仰角という2つの角度を用いる。
角度の単位は測量や航法などの分野においては、標準的には度・分・秒が用いられる。したがって、最小値は0度であり、最大値は360度である。

## 基準方位と正の角度

左手系北基準（左図：東は正のy方向）と右手系東基準（右図：東は正のx方向）。

基準方位は方位角0°の方位であり、座標軸のx軸方向である。
右手系では東を基準方位とし反時計回りを正の角度とする。
左手系では北を基準方位とし時計回りを正の角度とする。また南を基準方位とする左手系の定義例も僅かに存在する。
この左手系の使用は測量や航法などの分野に限れば標準的である。経緯度（経度・緯度）の順序についても似た事情が存在する。
東、西、南、北の方向に相当する方位角の値を表に示す。
| 方位/基準 | 左手系北基準 | 左手系南基準 | 右手系東基準 |
| --------- | ------------ | ------------ | ------------ |
| 北        | 0°/360°      | 180°         | 90°          |
| 東        | 90°          | 270°         | 0°/360°      |
| 南        | 180°         | 0°/360°      | 270°         |
| 西        | 270°         | 90°          | 180°         |

方位角の値と座標軸方向との対応を示す。
| 方位角     | 0°                | 90°               | 180°               | 270°               |
| 座標軸方向 | {\displaystyle x} | {\displaystyle y} | {\displaystyle -x} | {\displaystyle -y} |